# Cwmbran
Koordinaten: 51° 38′ 53,7″ N, 3° 1′ 34,1″ W
Cwmbran (walisisch Cwmbrân [kʊmˈbrɑːn]) ist eine New Town im Lokalverwaltungsbezirk County Borough Torfaen im Südosten von Wales, Vereinigtes Königreich. Cwmbran bedeutet in der walisischen Sprache „Tal der Krähe“. Cwmbran ist ein Zusammenschluss der Dörfer Old Cwmbran (Hen Gwmbrân), Pontnewydd, Upper Cwmbran (Cwmbrân Uchaf), Croesyceiliog, Llantarnam und Llanyrafon. Die Einwohnerzahl beträgt ca. 48.535 (Stand 2011), was Cwmbran zum sechstgrößten Ballungsraum von Wales macht.

## Geographie
Cwmbran liegt im Südosten von Wales. Südlich der Stadt befindet sich die Hafenstadt Newport, südwestlich die walisische Hauptstadt Cardiff. Die Stadt teilt sich in mehrere Communities auf,  darunter das zentrale Cwmbran Central, Upper Cwmbran im Nordwesten, Henllys im Südwesten und Llantarnam im Südosten.

## Geschichte

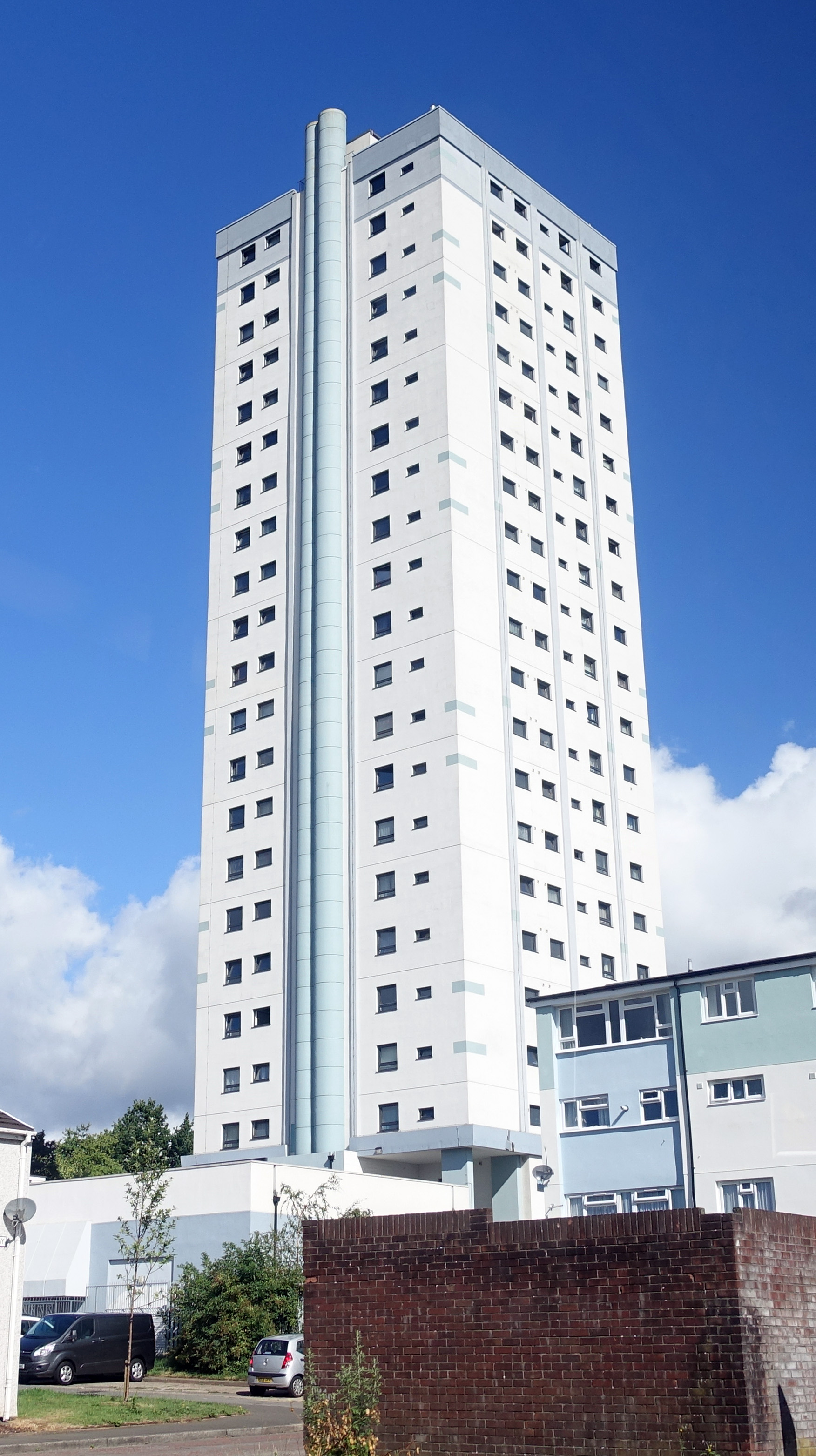
Tower Block von Cwmbran

In der Jungsteinzeit und der Bronzezeit siedelten sich erste Menschen in dem Gebiet an. In der Eisenzeit besetzten die Silurer das Land, bis sie von den Römern bezwungen wurden.
Um 1179 stiftete Hywel, der Lord von Caerleon, Geld und Land, um ein Zisterzienser-Kloster zu gründen. Heinrich VIII. ließ das Kloster schließen und das Gebiet wurde von mehreren wohlhabenden Grundbesitzern gekauft. Im 18. Jahrhundert ging die alte Abtei an die Familie Blewitt. Dies läutete den Beginn der Industrialisierung von Cwmbran mit Ziegeleien, Kalköfen, Bergbau von Kohle und Erz ein. Im 19. Jahrhundert siedelten sich weitere Fabriken an, unter anderem Kokereien, Walzwerke und Eisenhütten. Der Erste Weltkrieg beendete diese Zeit. Die Zechen und weitere Schwerindustrie wurden geschlossen, was zu Arbeitslosigkeit und Armut führte.
Im Jahre 1949 gründete man die Cwmbran Development Corporation, die den Aufbau der Stadt leitete. Nach den Planungen begannen 1951 die Bauarbeiten. In nicht mal 20 Jahren stieg die Zahl auf etwa 33.000 Einwohner. In den 1950er Jahren entstand das Cwmbran Shopping Centre und 1967 wurde der Tower Block, das einzige Wohnhochhaus der Stadt, fertiggestellt. In den 1980er Jahren wurde die Cwmbran Development Corporation wieder aufgelöst. Mit der Zeit hat sich in der Stadt bis heute die Leichtindustrie angesiedelt.

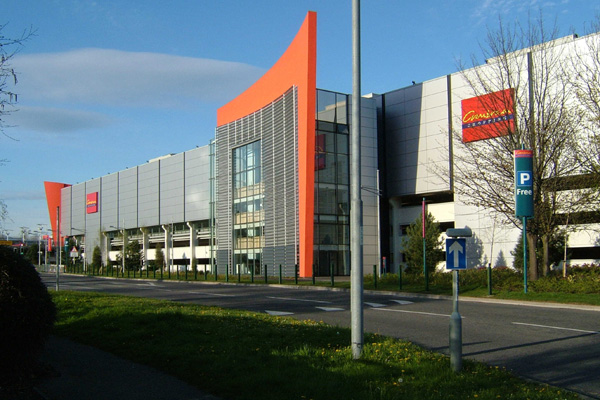
Cwmbran Shopping Centre

## Cwmbran Shopping Centre
Das in den 1950er Jahren gebaute Cwmbran Shopping Centre ist das größte Einkaufszentrum in Wales. Die Innenstadt von Cwmbran ist größtenteils durch das Shopping Centre geprägt. In dem Zentrum sind 170 Geschäfte und Läden ansässig. In dem Zentrum befinden sich das Congress Theatre, die Stadtbücherei und Büros. Es stehen etwa 3.000 kostenlose Parkplätze zur Verfügung. 2007 wurde ein Anbau mit einem Kino, einer Bowlingbahn und Restaurants vollendet. Das Shopping Centre ist ein beliebtes Ausflugsziel und Bahnhof wie Busbahnhof liegen in der Nähe.

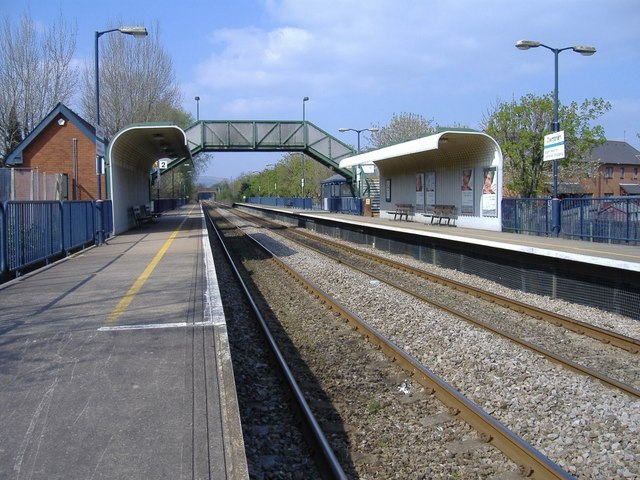
Der Bahnhof von Cwmbran

## Sport
Cwmbran Town ist der größte Fußballverein der Stadt. Der Club trägt seine Heimspiele im Cwmbran Stadium aus.
Der Verein war 1992 Gründungsmitglied der League of Wales und wurde gleich deren erster Meister.
Dreimal erreichte Cwmbran das Finale des walisischen Pokals, ging aber jedes Mal als Verlierer vom Platz.

## Städtepartnerschaften
- Bruchsal, Deutschland, seit 1979[5]

## In Cwmbran geboren
- Mia Arnesby Brown (1867–1931), Malerin
- Ivor Bulmer-Thomas (1905–1993), Politiker, Journalist, Autor und Mathematikhistoriker
- Kevin Brennan (* 1959), Politiker (Labour Party)
- Daniel Morden (* 1964), Storyteller
- Danny Gabbidon (* 1979), Fußballspieler und -trainer
- Theo Wharton (* 1984), Fußballspieler
- Jak Jones (* 1993), Snookerspieler
- Nick Kenny (* 1993), Dartspieler